# Digelfeld
Das Digelfeld ist ein Naturschutzgebiet auf dem Gebiet der baden-württembergischen Stadt Hayingen auf der Schwäbischen Alb im Landkreis Reutlingen.

## Kenndaten
Das Gebiet wurde mit Verordnung des Regierungspräsidiums Tübingen vom 16. April 1991 als Naturschutzgebiet ausgewiesen und hat eine Größe von 111,5 Hektar. Es wird unter der Schutzgebietsnummer 4.188 geführt. Der CDDA-Code für das Naturschutzgebiet lautet 162756 und entspricht der WDPA-ID.

## Lage
Das Naturschutzgebiet ist eine Wacholderheide mit im Südwesten des Gebiets inzwischen zu Kiefernwäldern gewachsenen ehemaligen Wacholderheiden und einem alten Fichtenforst und liegt direkt an den Ort angrenzend nordwestlich von Hayingen. Es ist gleichzeitig Teil des 3.527 Hektar großen FFH-Gebiets Nr. 7722-311 Glastal, Großer Buchwald und Tautschbuch. Das NSG Digelfeld liegt im Naturraum 095-Mittlere Flächenalb innerhalb der naturräumlichen Haupteinheit 09-Schwäbische Alb.

## Schutzzweck
Schutzzweck ist laut Schutzgebietsverordnung die Erhaltung einer vielgestaltigen, kleinstrukturierten Landschaft auf der Schwäbischen Alb mit reizvollen Wacholderheiden, Waldrändern, Kiefernwäldchen, Heckengruppen, Wiesen und Feldern. Diese sind Lebensraum für zahlreiche, seltene und vom Aussterben bedrohte Pflanzen- und Tierarten.
Im Digelfeld findet man einige stark gefährdete Arten, darunter einige Enzianarten, Orchideenarten sowie das Zweihäusige Katzenpfötchen (Antennaria dioica), die Kugelige Teufelskralle (Phyteuma orbiculare), die Zweiblättrige Waldhyazinthe (Platanthera bifolia), die Gemeine Küchenschelle (Pulsatilla vulgaris), der Gemeine Thymian (Thymus pulegioides u. a.m.), wie auch das Herzförmige Zweiblatt (Listera cordata) und die Gepunktete Kugelblume (Globularia punctata), die potentiell gefährdet sind.